# Гільєрмо Бетран
Гільє́рмо Бетра́н Сара́са (ісп. Guillermo Betrán Sarasa; народився 12 жовтня 1985, Кастьєльо-де-Хака, Іспанія) — іспанський хокеїст, захисник. Наразі виступає за «Хаку» в Іспанській хокейній суперлізі. У складі національної збірної Іспанії учасник кваліфікаційного турніру до зимових Олімпійських ігор 2010; учасник чемпіонатів світу 2004 (дивізіон II), 2005 (дивізіон II), 2006 (дивізіон II), 2008 (дивізіон II), 2009 (дивізіон II) і 2010 (дивізіон II). У складі молодіжної збірної Іспанії учасник чемпіонатів світу 2002 (дивізіон III), 2004 (дивізіон II) і 2005 (дивізіон II). У складі юніорської збірної Іспанії учасник чемпіонатів світу 2002 (дивізіон III) і 2003 (дивізіон II).
Виступав за команди: «Хака».

## Досягнення
- Чемпіон Іспанії (2003, 2004, 2005, 2010)
- Володар Кубка Короля (2002, 2003, 2006)
- Переможець чемпіонату світу 2010 (дивізіон II, група А);